# Адріан ван Маанен
Адріан ван Маанен (нід. Adriaan van Maanen; 31 березня 1884 — 26 січня 1946) — нідерландсько-американський астроном, спеціаліст з визначення паралаксів та власних рухів зір. Відомий, зокрема, відкриттям зорі Ван Маанена (одного з перших білих карликів) і помилковим визначенням видимого обертання спіральних галактик, яке використовувалось як аргумент проти їхнього позагалактичного розташування (зокрема, у Великому диспуті).

## Біографічні відомості
Ван Маанен народився в заможній родині у Фрисландії в Нідерландах. Вивчав астрономію в Утрехтському університеті і закінчив його 1906 року. У 1908—1910 роках працював у Гронінгенському університеті під керівництвом Якобуса Каптейна. 1911 року приїхав до Сполучених Штатів, щоб неоплачувано працювати волонтером в Єркській обсерваторії. За рік він отримав посаду в обсерваторії Маунт-Вілсон, де працював до своєї смерті в 1946 році.

## Наукова діяльність
Основні наукові роботи присвячені визначенню паралаксів та власних рухів зір і туманностей. Уперше широко застосував великі рефлектори (60- і 100-дюймові рефлектори обсерваторії Маунт-Вілсон) для точних астрометричних вимірів.
Визначив паралакси понад 500 зір, відкрив багато близьких зір низької світності, зокрема, один із перших білих карликів (який пізніше дістав його ім'я — зоря ван Маанена). Вимірював власні рухи планетарних туманностей, слабких зір у 42 вибраних ділянках Каптейна, поблизу Альдебарана і в туманності Оріона, а також поблизу 223 яскравих зір із великим власним рухом. Виявив понад 220 слабких зір із великим власним рухом; за показником власного руху виокремив зорі, що належать до системи Оріона, скупчення Плеяди і до подвійного скупчення в Персеї. З метою виявлення й вимірювання величини загального магнітного поля Сонця зробив велику кількість вимірів відносних зрушень ліній у спектрі Сонця за спектрограмами, знятими через спеціальне поляризаційне пристосування.
Ван Маанен також відомий своїми астрометричними вимірюваннями внутрішніх рухів у спіральних туманностях. В той час в астрономічній спільноті точилась суперечка, чи є ці туманності внутрішньогалактичними чи позагалактичними об'єктами, яка досягла кульмінації у Великому диспуті 1920 року між Гарлоу Шеплі та Гебером Кертісом. Ван Маанен виміряв обертання спіральних рукавів туманностей і дійшов висновку, що деякі з них обертаються з періодом 105 років. Якщо б вони мали такий саме розмір, як Чумацький Шлях, то для такого періоду обертання вони мали б рухатись зі швидкістю, більшою за швидкість світла. Гарлоу Шеплі використав ці результати ван Маанена у Великому диспуті як аргумент за те, що спіральні туманності можуть бути лише невеликими об'єктами всередині Чумацького Шляху. Пізніше виявилось, що цей висновок хибний, і вони є спіральними галактиками, подібними до нашого Чумацького Шляху.
Помилка Ван Маанена в його вимірюванні обертання спіральних туманностей могла бути повʼязаним зі стереофонічним компаратором, який він використовував для порівняння нових фотопластин з пластинами віком приблизно 10–20 років. Мигаючи між цими двома пластинами, він міг виявити невеликі розбіжності в позиціях об’єктів. Його еталонними об’єктами були зорі поля, розташовані біля краю пластин. Однак він не врахував, що через оптичні ефекти ці зорі були трохи розмазані до країв, дещо по-різному між двома пластинами. Це спричинило систематичні позибки, що призвели до уявних рухів. Можливо, також на отримання ван Мааненом цього хибного результату вплинуло те, що він сам очікував близького розташування «спіральних туманностей» і, відповідно, можливості їхнього обертання.

## Відзнаки
- Член Нідерландської королівської академії мистецтв і наук (1924)[6]